# Jászberény Wolverines
A Jászberény Wolverines egy jászberényi amerikaifutball-csapat. A csapat neve magyarul rozsomákot, torkosborzot jelent.

## Évről évre

### 2006 - A kezdetek
A Wolverines a Jászság fővárosának amerikaifutball-csapata. 2006. március 4-én alakult. Első barátságos mérkőzéseit 2006 májusában játszotta akkor még felszerelés hiányában – a flag futball szabályai szerint – Hevesen, egy minitorna keretében, ahol a helyi Heves Crows és a budapesti illetőségű West Bulldogs ellen játszottak. A tornát megnyerte a csapat. Ezután a nyári hónapok sajnos visszaesést hoztak a kis csapat életében, de szeptembertől újult erővel, immáron új csapattagokkal kiegészülve elkezdődött a komolyabb munka. Ekkor történtek az első felszerelés vásárlások is. A csapat egyre bővült, de a mai napig viszonylag kis létszámmal működik. 2006 decemberében került sor az első hazai mérkőzésre, de még ekkor is felszerelés nélkül. Az ellenfél a Monor Dogs gárdája volt, amelyet nagyobb nehézségek nélkül győzött le a hazai csapat.

### 2007
A fordulópontot 2007 tavasza hozta, ekkorra már 16 felszereléses csapattag volt, valamint a Budapest Wolves csapatától érkezett Szatmári János (jelenleg az Újpest Bulldogs edzője) edzőként a csapathoz, így a fejlődéshez minden adott volt. 2007 májusában a csapat részt vett a keszthelyi Georgikon kupán, ahol megvívták életük első és második felszereléses mérkőzését. A Wolverines-nek a négycsapatos torna 3. helyét sikerült megszereznie. A torna megrendezésének sikerességén felbuzdulva a helyi vezetőség elhatározta, hogy Jászberényben is egy hasonló tornát rendeznek augusztusban. Az elhatározást tett követte, így 2007 augusztusában az I. Lehel Kupán a 2. helyet szerezte meg a csapat. Ekkor már újra edző nélkül volt a csapat. Az ősz folyamán a Dunaújváros Gorillaz csapatával mérkőzött meg a Wolverines Jászberényben, és egy kiélezett mérkőzésen vereséget szenvedtek. Jellemző a csapat mentalitására, hogy télen sem vonultak terembe, hanem egy közeli falu világítással rendelkező pályáján edzettek a téli hónapokban is.

### 2008
2008-ban még nem volt felkészülve a csapat sem szakmailag, sem gazdaságilag, hogy a magyar bajnokság küzdelmeiben részt vegyen. A fejlődés érdekében a Wolverines vezetői felkeresték a hasonló cipőben járó csapatokat, és egy kezdő csapatoknak szóló kupaküzdelmet szerveztek. A Rookie kupa névre keresztelt versenysorozaton a Wolverines-en kívül a Fehérvár Enthroners, a Kistarcsa Firebirds, a Szeged Bats és a Tata Mustangs vett részt. A két idegenbeli és a két hazai találkozóján is legyőzte aktuális ellenfelét a Wolverines, így veretlenül jutott a Rookie kupa döntőjébe. Az ellenfél a Kistarcsa Firebirds volt, akiket a döntőben ismét sikerült legyőzni. 
A kupa után a csapat mindent alárendelt a következő évi bajnokságban való indulásnak. Az Eger Heroes egyik edzője, Újfalusi György tette át székhelyét Egerből Jászberénybe, így elkezdődhetett a komolyabb munka. A II. Lehel kupa megrendezése sok csapat visszalépése miatt veszélybe került, így augusztusban csak az első kupa döntőjének visszavágójára került sor, mivel az akkor már DIV II-es bajnok Nyíregyháza Tigers elfogadta a meghívást. A barátságos szellemű mérkőzésen a hazai csapat visszavágott ellenfelének, bár a Tigers úgy vállalta a mérkőzést, hogy ekkor már nyári szünetét tartotta. Az ősz folyamán még egy mérkőzést játszott a Wolverines, mégpedig az edző korábbi csapatával, az Eger Heroes-zal. Ez volt a csapat első hivatalos bírókkal lejátszott mérkőzése, ahol szoros csatában, egy ponttal maradt alul az egri alakulattal szemben a Jászberény. A téli időszakban a csapat terembe vonult, és elkezdődtek az erőnléti edzések.

### 2009 - Divízió III.
2009 elején a csapat a MAFSZ teljes jogú tagjává vált és jelezte indulási szándékát a bajnokságban is. Újabb edző érkezett a csapathoz a Heroes-tól, Mátrai Zoltán személyében, aki az offensive koordinátori teendőket látja el a csapatnál. 
A csapat a DIV III-ban szerepelt 2009-ben, ahol az alapszakasz során négy mérkőzést vívtak. A csapat ellenfelei hazai pályán a Szeged Bats és a Budapest Grizzlies, idegenben pedig a Budapest Wolves második csapata valamint a Budapest Titans második csapata voltak. A Wolverines 3 győzelemmel és egy vereséggel végzett az alapszakasz 3. helyén. A rájátszásban a Budapest Titans második számú csapatán túljutva kerültek be a bajnokság döntőjébe, az I. Duna Bowlba. A döntőt Budapesten rendezték, az ellenfél az Újbuda Rebels gárdája volt, akik veretlenül kerültek a döntőbe. A Rozsomákoknak túl nagy falat volt az újbudai gárda, így a második helyen végeztek a bajnokságban, de ezzel kiharcolták az osztályozó mérkőzésen való szereplést! Az osztályozóra az év végén került sor és egy nagyon fordulatos és izgalmas mérkőzésen sikerült győzedelmeskednie a Wolverines-nek a Miskolc Steelers felett. Ezzel kiharcolva a jogot a felsőbb osztályban való indulásra.
| A Divízió III-as bajnokság alapszakaszának végeredménye: |

| Csapat     | Gy | V | PF  | PA  |
| ---------- | -- | - | --- | --- |
| Rebels     | 4  | 0 | 197 | 0   |
| Titans 2   | 4  | 0 | 147 | 22  |
| Wolverines | 3  | 1 | 78  | 41  |
| Wolves 2   | 2  | 2 | 51  | 83  |
| Haladás    | 2  | 2 | 135 | 99  |
| Bats       | 1  | 3 | 66  | 108 |
| Enthroners | 1  | 3 | 105 | 150 |
| Mustangs   | 1  | 3 | 38  | 155 |
| Grizzlies  | 0  | 4 | 20  | 179 |

A felnőtt csapat sikerei után fogalmazódott meg a gondolat, hogy a Veritas Gold III. Magyar Junior Kupa küzdelmeiben is indítani kellene csapatot, hiszen a jövő záloga az utánpótlás nevelésben van. A vezetőség számba vette a lehetőségeit és úgy döntöttek, hogy nem egyedül, hanem a Szolnok Soldiers csapatával közösen indítanak junior csapatot. A csapat neve Jász-Nagykun-Szolnok Junior lett. A nyár a felkészülés jegyében telt, de kevés lehetőség volt közösen gyakorolni, de minden lehetőséget maximálisan kihasználtak a két csapat edzői. 
A junior gárda ellenfelei hazai pályán a Nyíregyháza Tigers Junior és a Debrecen Gladiators Junior volt, idegenben pedig a Budapest Titans Junior és a Miskolc Steelers Junior.
A csapat mindhárom mérkőzését megnyerte (A Nyíregyháza visszalépett) és az elődöntőben újra a debreceniek következtek, akiket ezúttal is sikerült legyőzni. A döntőben a Budapest Wolves Junior csapata volt az ellenfél. A fővárosi gárda fiataljai esélyt sem adtak a Szolnok megyei csapatnak, akik így az ezüstéremmel vigasztalódhattak!  

### 2010 - Divízió I.
Az osztályozó mérkőzésen elért győzelem után a csapat még egy hónapig a szabadban edzett, majd karácsonykor 3 hetes pihenőre vonultak. Ezután 2010-ben termi edzésekkel vette kezdetét a munka. 
Két hónapos huzavona után alakult ki, hogy kik lesznek a Wolverines ellenfelei a 2010-es szezonban. Hazai pályán a Debrecen Gladiators, az Eger Heroes és a Nyíregyháza Tigers, idegenben pedig a Budapest Cowboys, a Budapest Titans és a Veszprém Wildfires.
A csapat célja a bennmaradás volt. Ezt sikerült is elérni, mivel hazai pályán a Gladiators-t és a Heroes-t, idegenben pedig a Titans gárdáját sikerült legyőzni. Így a 3 győzelemmel a középmezőnyben végzett a Wolverines! A következő évben újra a Divízió I-ben fog szerepelni a csapat!
| A Divízió I-es bajnokság alapszakaszának végeredménye: |

| Csapat     | Gy | V | PF  | PA  |
| ---------- | -- | - | --- | --- |
| Tigers     | 5  | 1 | 321 | 54  |
| Wolves     | 5  | 0 | 225 | 24  |
| Rebels     | 5  | 1 | 183 | 56  |
| Cowboys    | 5  | 1 | 234 | 77  |
| Gorillaz   | 4  | 2 | 123 | 74  |
| Wolverines | 3  | 3 | 75  | 185 |
| Wildfires  | 2  | 3 | 87  | 129 |
| Heroes     | 2  | 3 | 71  | 142 |
| Soldiers   | 2  | 4 | 55  | 210 |
| Titans     | 1  | 5 | 65  | 155 |
| Gladiators | 0  | 6 | 41  | 215 |
| Bulldogs   | 0  | 5 | 41  | 200 |

A csapat az ebben az évben is elindította fiataljait a Junior Kupában, ezúttal azonban már egyedül. Az előző évhez hasonlóan ismét 4 mérkőzés várt az alapszakaszban a fiatalokra, hazai pályán a Budapest Cowboys Junior és az Eger Heroes Junior, idegenben pedig a Miskolc Steelers Junior és a Debrecen Gladiators Junior volt az ellenfél.

### 2011 - Divízió I.
A 2011-es esztendőben a csapat maradt a legfelsőbb osztályban. Szerződtetett egy új edzőt a defense élére, Szabó Gábor személyében. Azonban az offense éléről távozott Mátrai Zoltán. Az év elején a csapat elindult az Aréna kupán, majd teljes egészében a Div. I-es bajnokságnak szentelte a felkészülését. Az ellenfelek idegenben: Zala Predators, Veszprém Wildfires, Dunaújváros Gorillaz. Az ellenfelek itthon: Eger Heroes, Szolnok Soldiers, Békéscsaba Raptors

## Wolverines Roster
Csapatkapitányok a támadók részéről: Bábosik Péter és Piroska Norbert
Csapatkapitányok a védelem részéről: Fejes Árpád és Farkas Gyula

## Mérkőzések
| A Wolverines mérkőzéseinek örökmérlege |

| Team                  | W  | L  | T | PCT   | PF  | PA  | Home | Road |
| --------------------- | -- | -- | - | ----- | --- | --- | ---- | ---- |
| Jászberény Wolverines | 20 | 18 | 0 | 0.526 | 621 | 742 | 13-8 | 7-10 |

1. Jászberény Wolverines – Budapest Giants: 0–36 (Georgikon kupa – 2007. május 11.)

2. Jászberény Wolverines – United Fighters: 26–6 (Georgikon kupa – 2007. május 12.)

3. Jászberény Wolverines – Keszthely Thunderstorms: 46–6 (Lehel kupa – 2007. augusztus 18.)

4. Jászberény Wolverines – Nyíregyháza Tigers: 0–42 (Lehel kupa – 2007. augusztus 19.)

5. Jászberény Wolverines – Dunaújváros Gorillaz: 18–26 (Barátságos mérkőzés – 2007. szeptember 22.)

6. Jászberény Wolverines – Kistarcsa Firebirds: 48–12 (Rookie kupa – 2008. március 29.)

7. Tata Mustangs – Jászberény Wolverines: 0–15 (Rookie kupa – 2008. április 20.)

8. Fehérvár Enthroners – Jászberény Wolverines: 0–31 (Rookie kupa – 2008. május 18.)

9. Jászberény Wolverines – Szeged Bats: 25–3 (Rookie kupa – 2008. június 8.)

10. Jászberény Wolverines – Kistarcsa Firebirds: 54–12 (Rookie kupa döntő – 2008. június 28.)

11. Jászberény Wolverines – Nyíregyháza Tigers: 14–8 (Barátságos mérkőzés – 2008. augusztus 16.)

12. Jászberény Wolverines – Eger Heroes: 12–13 (Barátságos mérkőzés – 2008. október 19.)

13. Jászberény Wolverines – Szeged Bats: 16–14 (Div III. mérkőzés – 2009. április 5.)

14. Budapest Wolves 2 – Jászberény Wolverines: 0–3 (Div III. mérkőzés – 2009. május 2.)

15. Jászberény Wolverines – Budapest Grizzlies: 59–6 (Div III. mérkőzés – 2009. május 17.)

16. Budapest Titans 2 – Jászberény Wolverines: 21–0 (Div III. mérkőzés – 2009. május 31.)

17. Budapest Titans 2 – Jászberény Wolverines: 16–32 (Div III. elődöntő – 2009. június 27.)

18. Újbuda Rebels – Jászberény Wolverines: 33–0 (Div III. döntő – 2009. július 5.)

19. Jászberény Wolverines - Miskolc Steelers: 30-25 (Osztályozó mérkőzés - 2009. november 7.)

20. Jászberény Wolverines - Debrecen Gladiators: 24-13 (Div I. mérkőzés - 2010. április 11.)

21. Budapest Cowboys - Jászberény Wolverines: 55-7 (Div I. mérkőzés - 2010. május 16.)

22. Budapest Titans - Jászberény Wolverines: 14-19 (Div I. mérkőzés - 2010. június 13.)

23. Jászberény Wolverines - Eger Heroes: 12-8 (Div I. mérkőzés - 2010. július 3.)

24. Veszprém Wildfires - Jászberény Wolverines: 28-6 (Div I. mérkőzés - 2010. július 17.)

25. Jászberény Wolverines - Nyíregyháza Tigers: 7-66 (Div I. mérkőzés - 2010. szeptember 12.)

26. Zala Predators - Jászberény Wolverines: 25-2 (Div I. mérkőzés - 2011. március 20.)

27. Veszprém Wildfires - Jászberény Wolverines: 12-26 (Div I. mérkőzés - 2011. április 2.)

28. Jászberény Wolverines - Eger Heroes: 12-6 (Div I. mérkőzés - 2011. április 10.)

29. Jászberény Wolverines - Szolnok Soldiers: 6-38 (Div I. mérkőzés - 2011. április 24.)

30. Jászberény Wolverines - Békéscsaba Raptors: 0-61 (Div I. mérkőzés - 2011. május 22.)

31. Jászberény Wolverines - Szolnok Soldiers: 0-10 (Div I. mérkőzés - 2012. március 25.)

32. Békéscsaba Raptors - Jászberény Wolverines: 14-9 (Div I. mérkőzés - 2012. április 8.)

33. Jászberény Wolverines - Eger Heroes: 21-18 (Div I. mérkőzés - 2012. május 6.)

34. Dunaújváros Gorillaz - Jászberény Wolverines: 27-6 (Div I. mérkőzés - 2012. május 19.)

35. Jászberény Wolverines - Budapest Titans: 6-19 (Div I. mérkőzés - 2012. június 9.)

36. Jászberény Wolverines - Budapest Wolves 2: 14-7 (Blue Bowl mérkőzés - 2012. szeptember 9.)

37. Eger Heroes - Jászberény Wolverines: 10-8 (Blue Bowl mérkőzés - 2012. október 21.)

38. Újpest Bulldogs - Jászberény Wolverines: 32-7 (Blue Bowl elődöntő - 2012. november 4.)
| A Wolverines Junior mérkőzéseinek örökmérlege |

| Team              | W | L | T | PCT   | PF  | PA  | Home | Road |
| ----------------- | - | - | - | ----- | --- | --- | ---- | ---- |
| Wolverines Junior | 9 | 7 | 0 | 0.563 | 413 | 377 | 7-1  | 2-6  |

1. Budapest Titans Junior - Jász-Nagykun Juniors 14–28 (2009.09.05.)

2. Jász-Nagykun Juniors – Debrecen Gladiators Junior:  25-24 (2009.09.26.)

3. Miskolc Steelers Junior - Jász-Nagykun Juniors:  19-29 (2009.10.18.)

4. Jász-Nagykun Juniors – Debrecen Gladiators Junior:  22-14 (2009.10.31.)

5. Budapest Wolves Junior - Jász-Nagykun Juniors: 38-0 (2009.11.14.)

6. Jászberény Wolverines Junior - Budapest Cowboys Juniors: 12-37  (2010.09.05.)

7. Jászberény Wolverines Junior - Eger Heroes Junior: 54-14 (2010.10.24.)

8. Miskolci Acéltigrisek Junior - Jászberény Wolverines Junior:  62-20 (2010.10.31.)

9. Budapest Cowboys Junior - Jász-Nagykun Juniors: 7-6 (2011.09.10.)

10. Budapest Wolves Junior - Jász-Nagykun Juniors: 28-26 (2011.09.18.)

11. Jász-Nagykun Juniors – Young Guns United: 20-13 (2011.10.02.)

12. Jász-Nagykun Juniors – Eger Heroes Junior: 45-0 (2011.10.17.)

13. Jászberény Wolverines Junior - Budapest Titans Junior: 25-12 (2012.09.16.)

14. Budapest Cowboys Junior - Jászberény Wolverines Junior: 50-40 (2012.09.23.)

15. Budapest Hurricanes Junior - Jászberény Wolverines Junior: 27-20 (2012.10.13.)

16. Jászberény Wolverines Junior - Miskolc Steelers Junior: 41-18 (2012.10.28.)